# شارع المتنبي

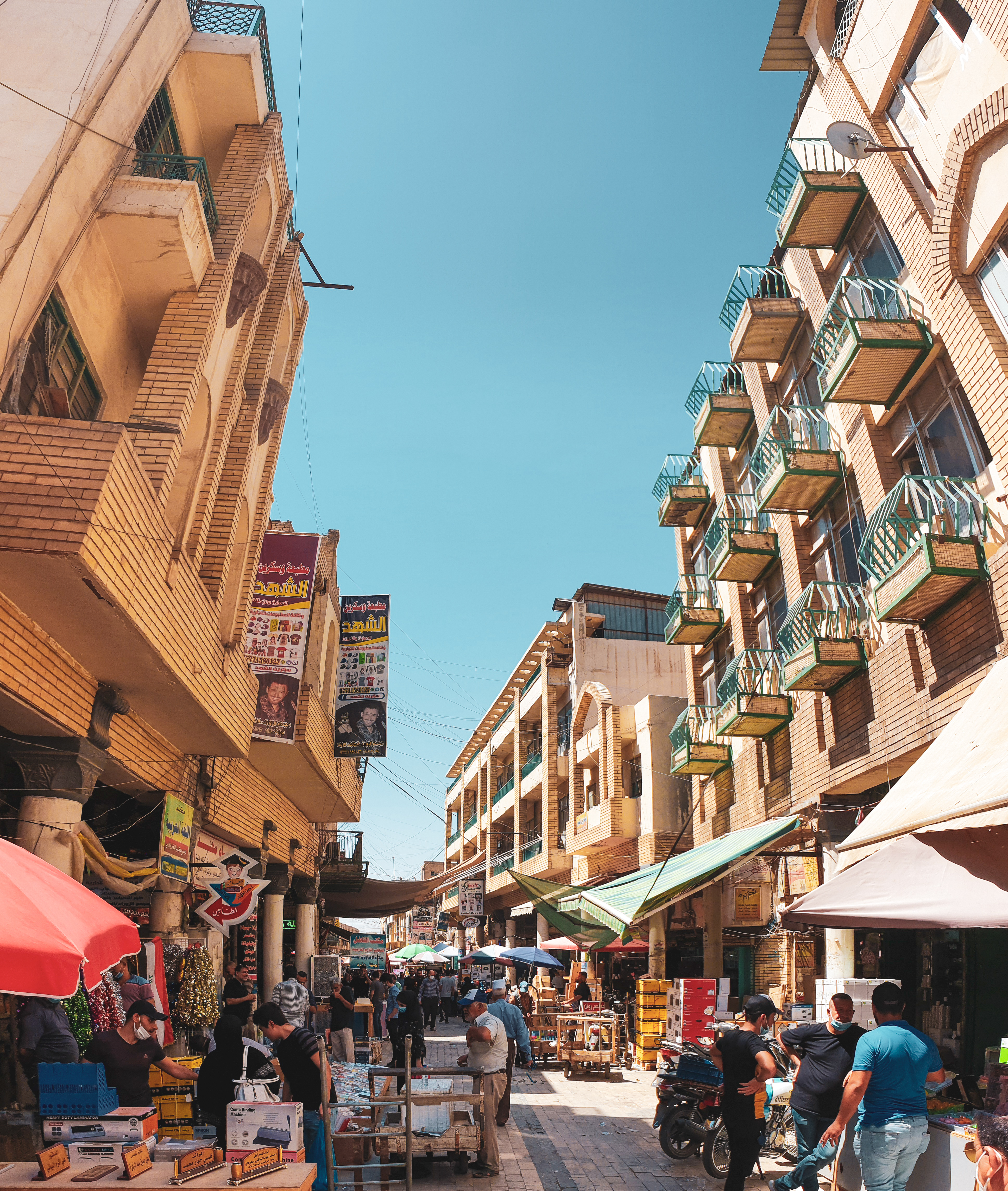
شارع المتنبي

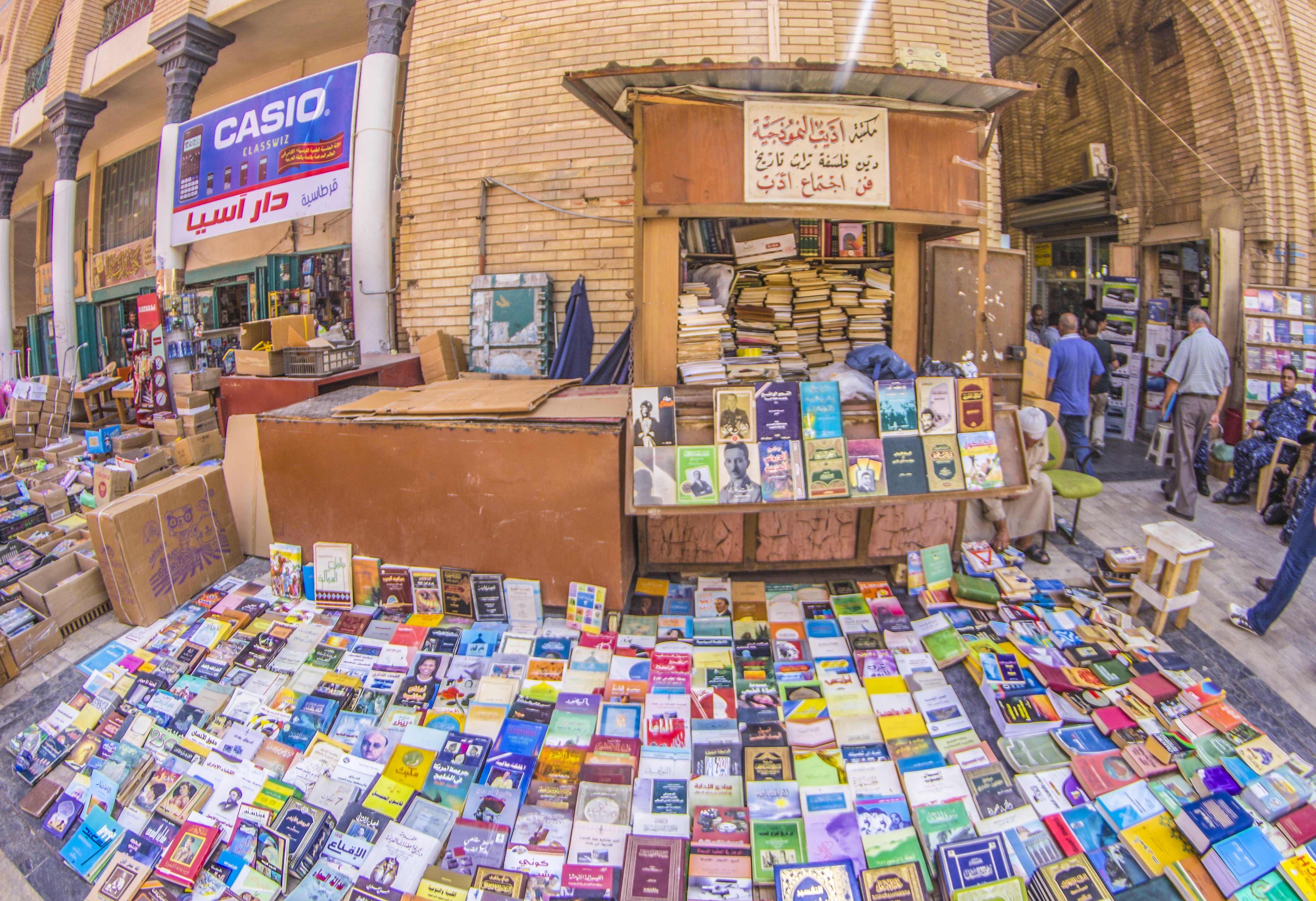
بيع الكتب على ارصفة شارع المتنبي 2013

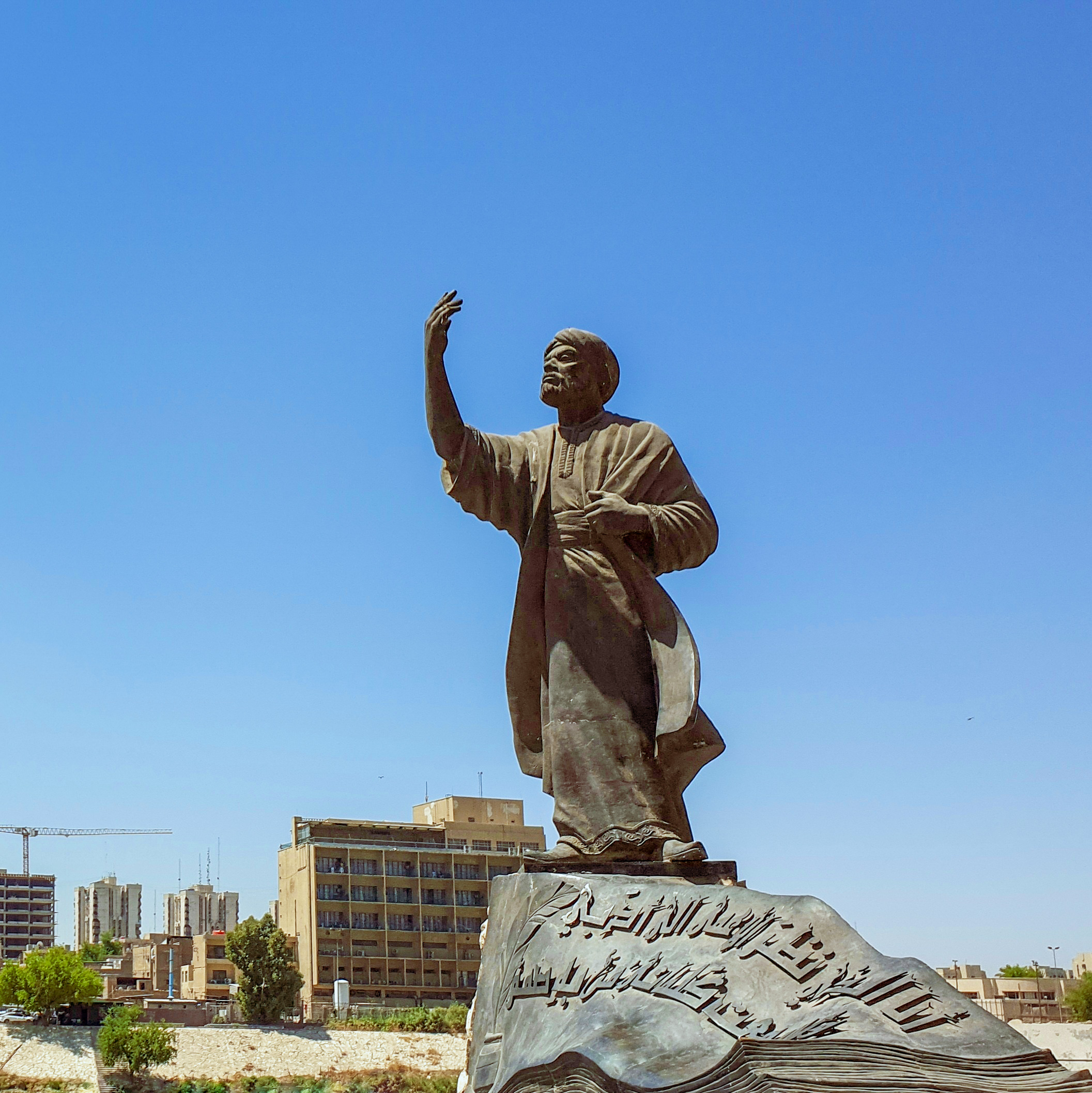
تمثال الشاعر أبو الطيب المتنبي في نهاية شارع المتنبي

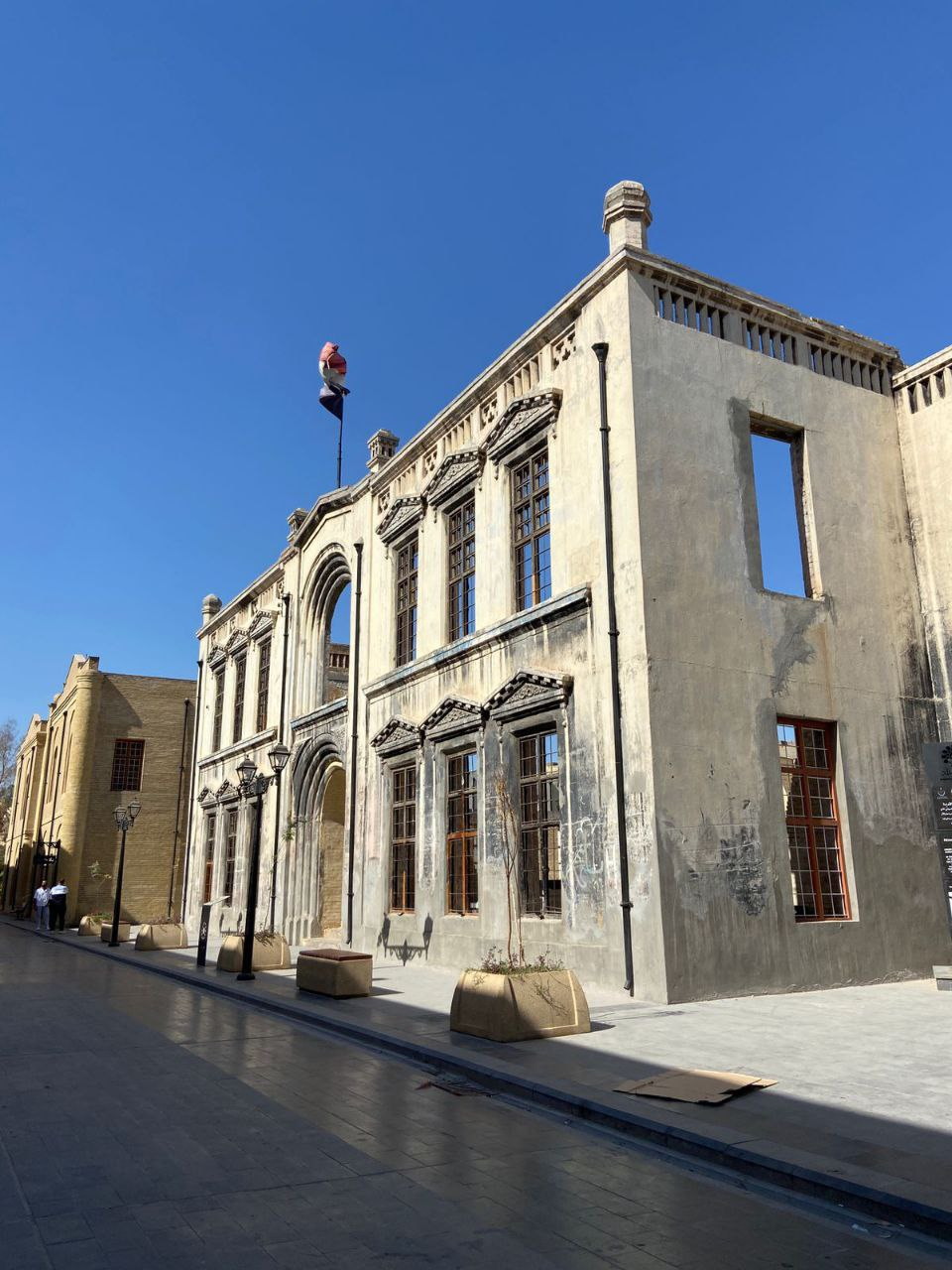
أحد القصور في شارع المتنبي

يقع شارع المتنبي في وسط العاصمة العراقية بغداد بالقرب من منطقة الميدان وشارع الرشيد. ويعتبر شارع المتنبي السوق الثقافي لأهالي بغداد حيث تزدهر فيه تجارة الكتب بمختلف أنواعها ومجالاتها وينشط عادة في يوم الجمعة، ويوجد فيهِ مطبعة تعود إلى القرن التاسع عشر، كما يحتوي على عدد من المكتبات التي تضم كتباً ومخطوطات نادرة إضافة إلى بعض المباني البغدادية القديمة، ومنها مباني المحاكم المدنية قديماً والمسماة حالياً بمبنى القشلة، وهي المدرسة الموفقية التي بناها موفق الخادم، وكانت هذه المدرسة في موقع مبنى القشلة الحالي (والذي كان موضع مديرية العقاري «الطابو» ووزارة العدل في العهد الملكي) ويقابلها المركز الثقافي البغدادي المطل على نهر دجلة حيث أن المركز يحتوي على عدد كبير من القاعات لعمل الندوات والمحاضرات الثقافية، وأن باحة المركز الثقافي تتميز بتجمع الفنانين والمثقفين كل يوم جمعة وهو مركز اللقاءات التلفازية ومنصة للأعلام وفي نهاية شارع المتنبي يقع مقهى الشابندر التراثي القديم، والشارع حالياً هو سوق لبيع الكتب والمجلات القديمة والحديثة.

## هجمات
تعرض شارع المتنبي كغيره من مناطق بغداد والعراق لعدة تفجيرات خلال فترة عدم الاستقرار الأمني بعد الغزو الأمريكي للعراق عام 2003م. إلا أنه تعرض يوم 5 مارس 2007، إلى هجوم بسيارة ملغمة أدى لمقتل ما لا يقل عن 30 متسوقاً وتدمير العديد من المكتبات والمباني. حيث تم تدمير المكتبة العصرية بشكل كامل، وهي أقدم مكتبة في الشارع تأسست عام 1908. كما تدمر مقهى الشابندر الذي يعد من معالم بغداد العريقة. إضافة إلى تدمير واحتراق العديد من المكتبات والمطابع والمباني البغدادية الأثرية في الشارع.

## إعمار شارع المتنبي
خصصت هيئة عراقية أهلية تهتم بالشأن الثقافي مبلغ مئة ألف دولار لإعادة تأهيل شارع المتنبي بالعاصمة بغداد. شكلت لجنة مشتركة من وزارة الثقافة ووزارة البلديات ومجلس محافظة بغداد لإعادة أعمار شارع المتنبي واعيد افتتاحه يوم الخميس الموافق 18 ديسمبر 2008، بحضور رئيس الوزراء العراقي نوري المالكي وعدد من الأدباء والفنانين والمثقفين العراقيين. ويعتبر شارع المتنبي معلما متاح للزائرين للاستمتاع بالفعاليات الفنية والثقافية التي يحتضنها صباحا ومساءا.

## مشروع شارع المتنبي يبدأ هنا

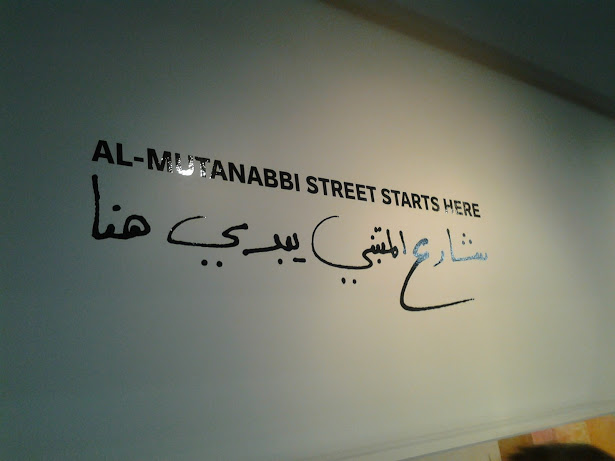
مشروع "شارع المتنبي يبدي هنا" لفناني الكتب من أنحاء العالم.

على إثر حادثة تفجير شارع المتنبي في عام 2007، تشكل تحالف عالمي من 130 فنان لإنشاء مجموعة أعمال فنية عن شارع المتنبي. حيث تعقد في كل عام في الخامس من مارس ندوات ثقافية وعروض فنية وسينمائية في العديد من مدن العالم إحياء لذكرى مأساة شارع المتنبي.

## معرض الصور

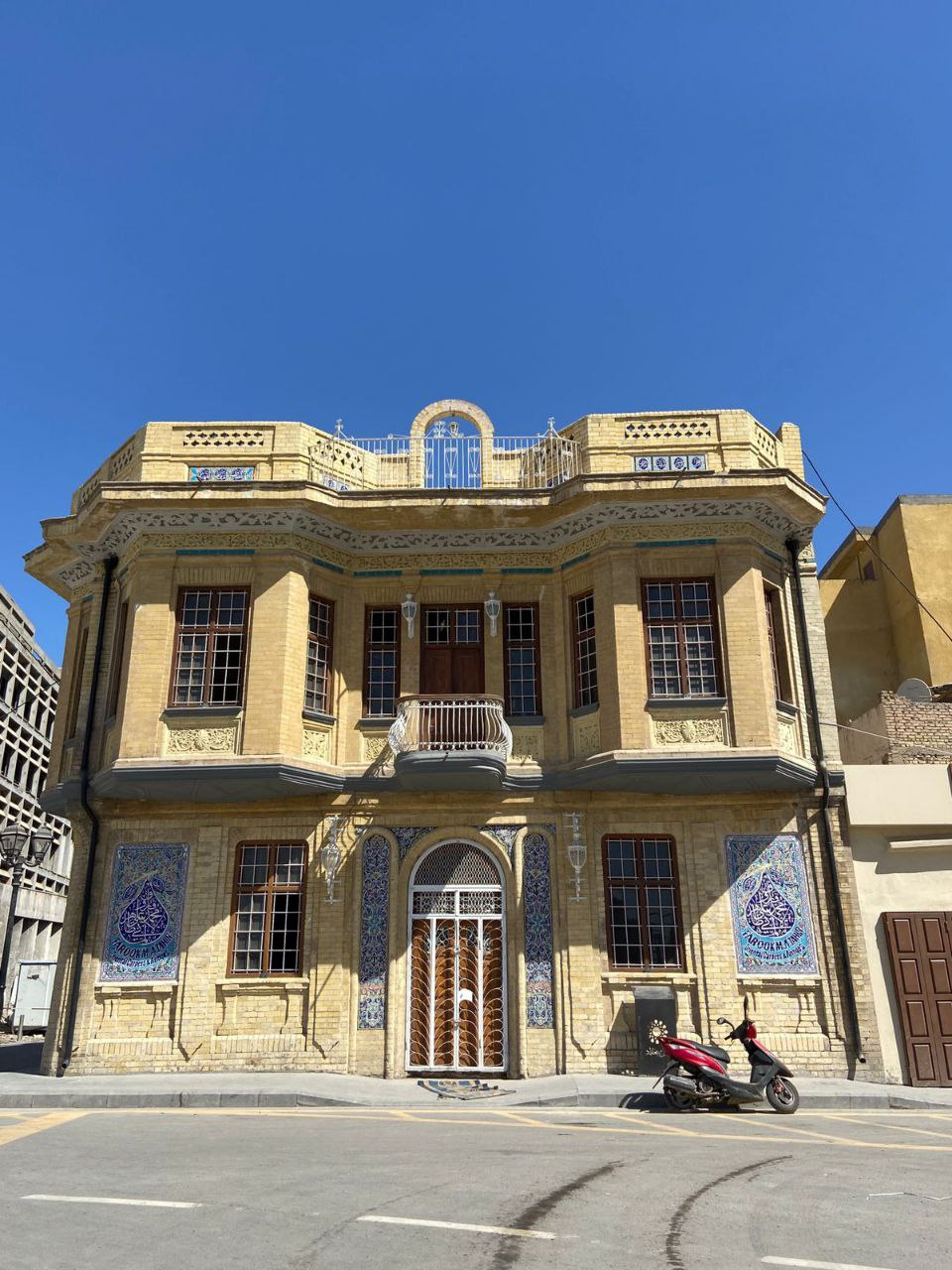
قصر ريجينه مراد باشا في المتنبي

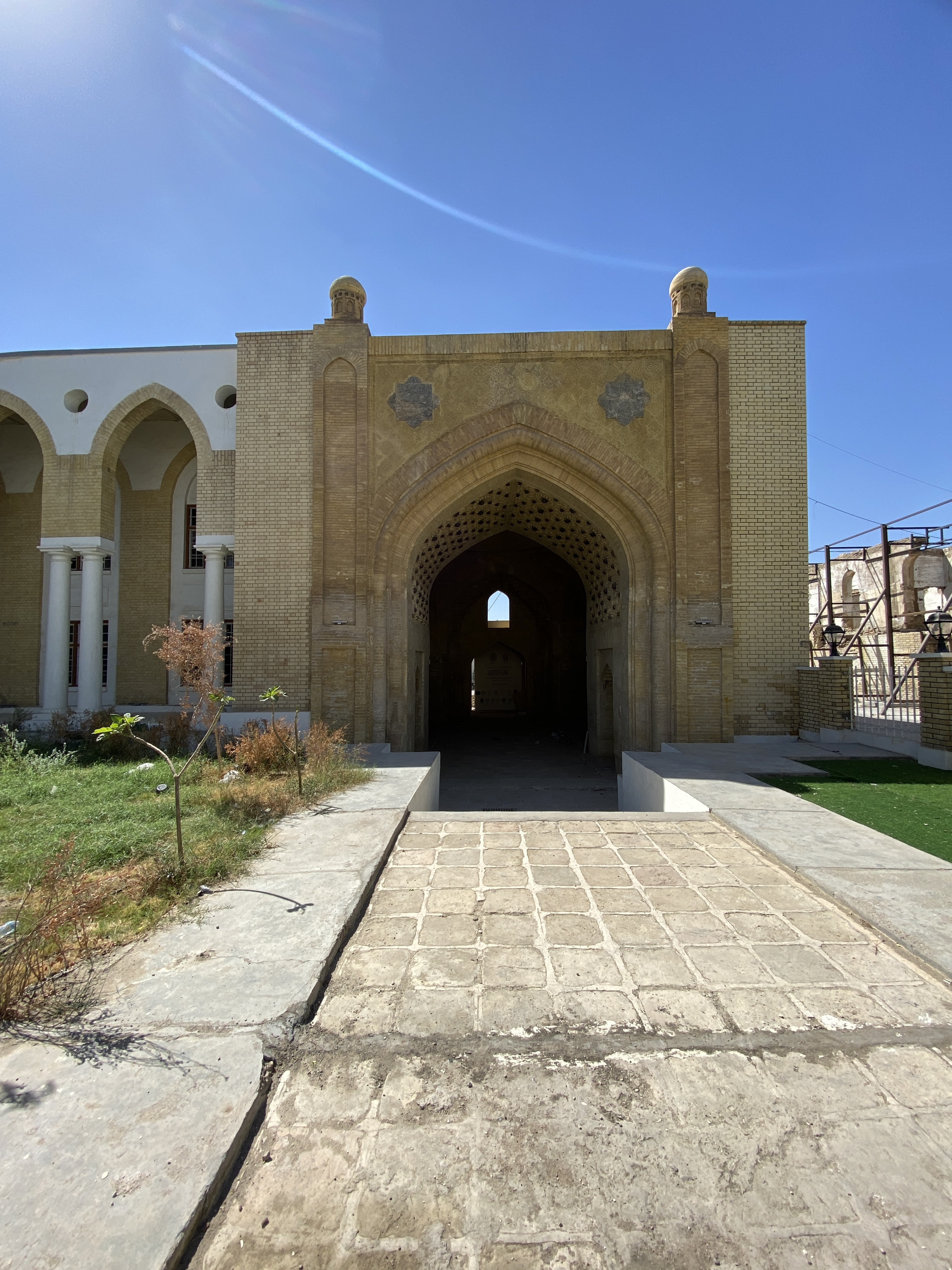
قصر السراي في شارع المتنبي

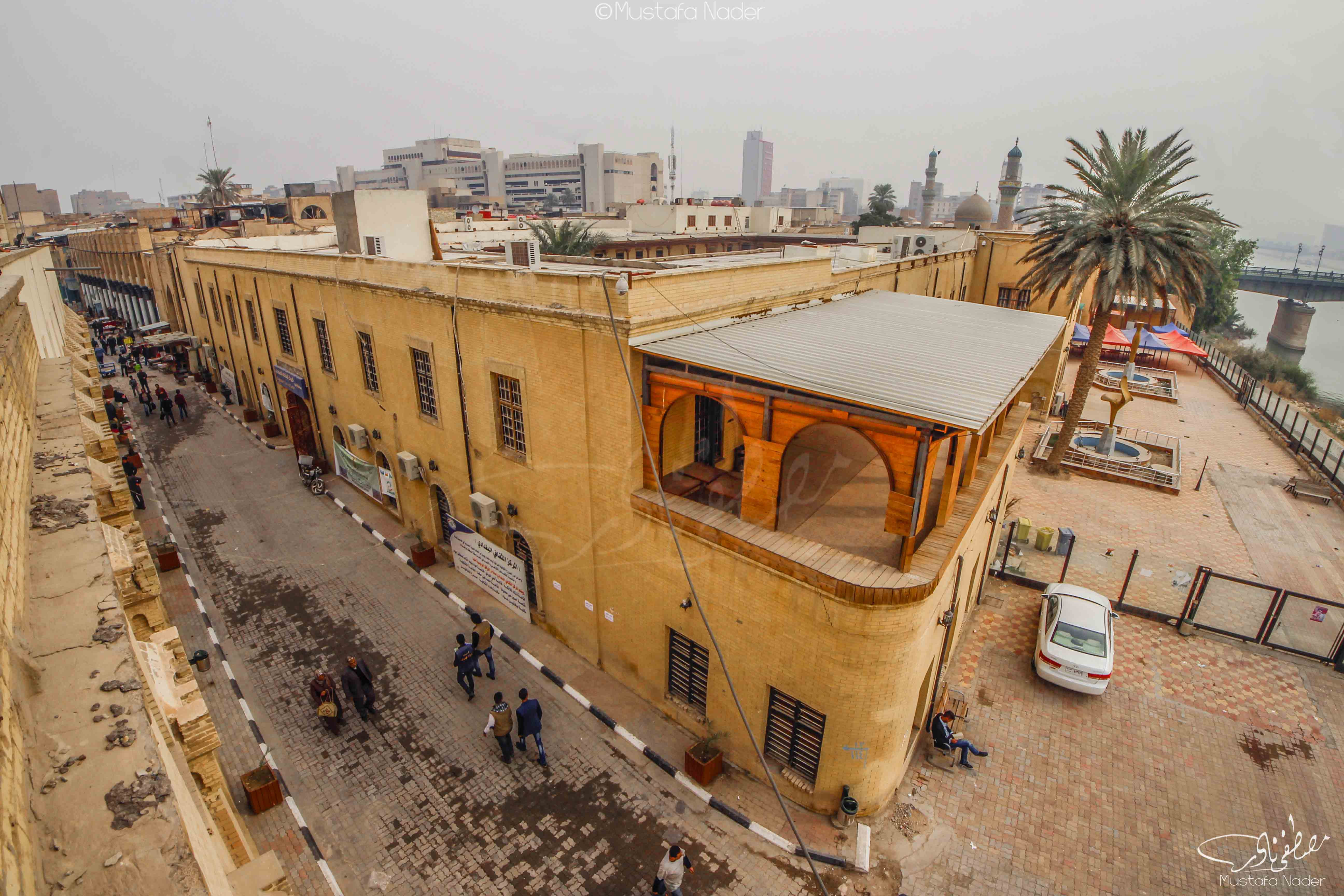
نهاية شارع المتنبي من طرف نهر دجلة في عام 2013
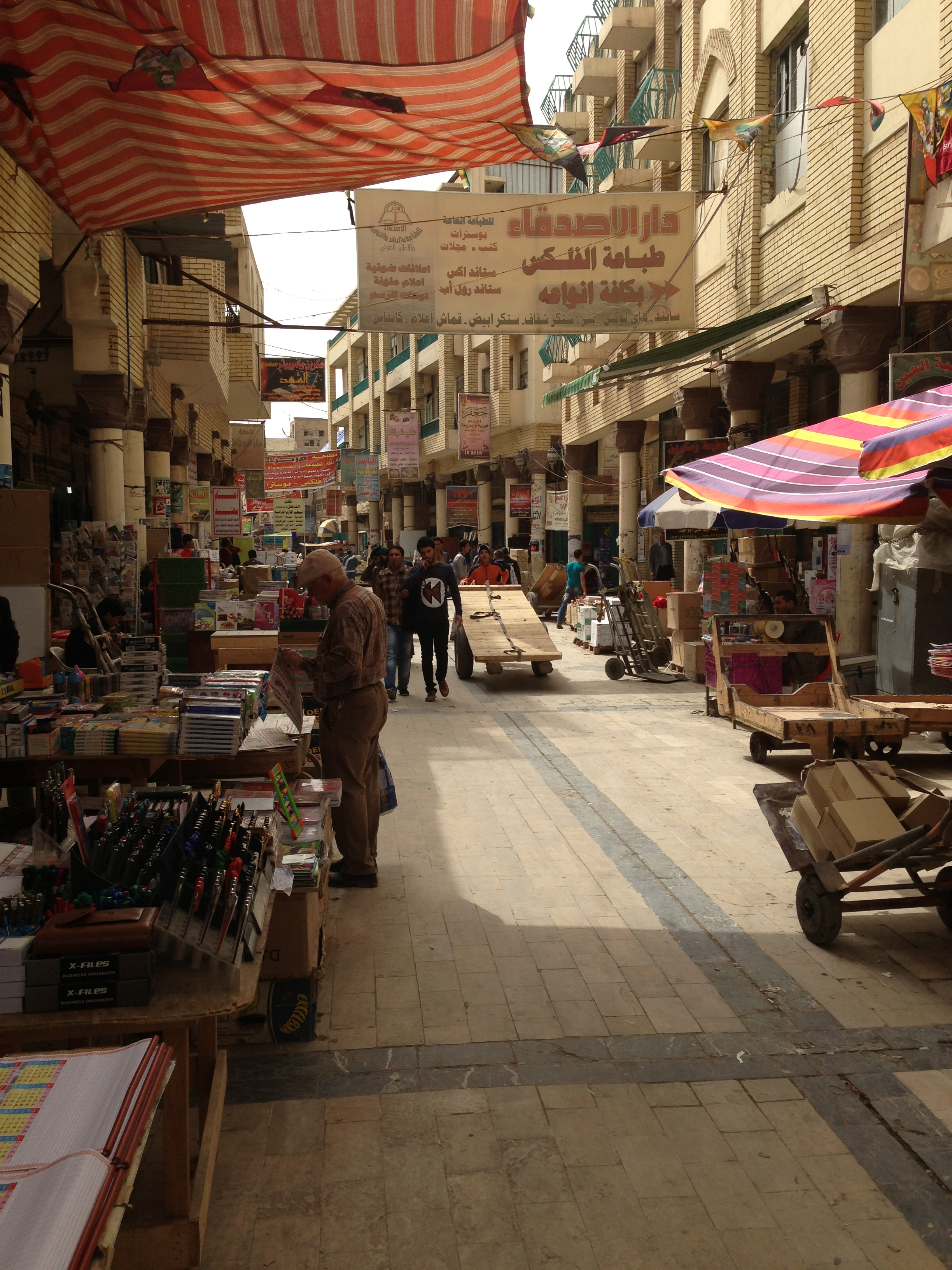
منظر للشارع عام 2013
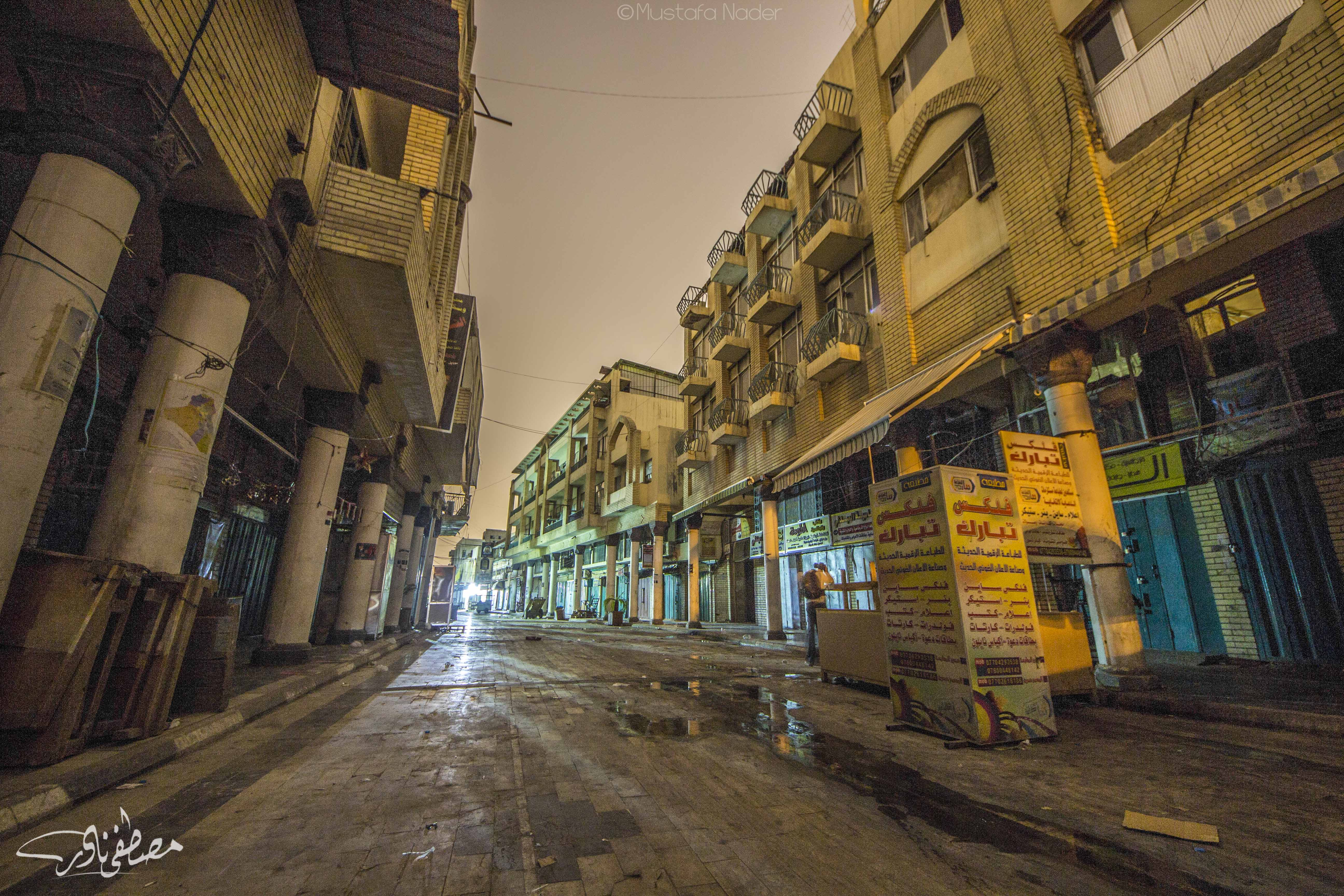
مشهد للشارع في المساء
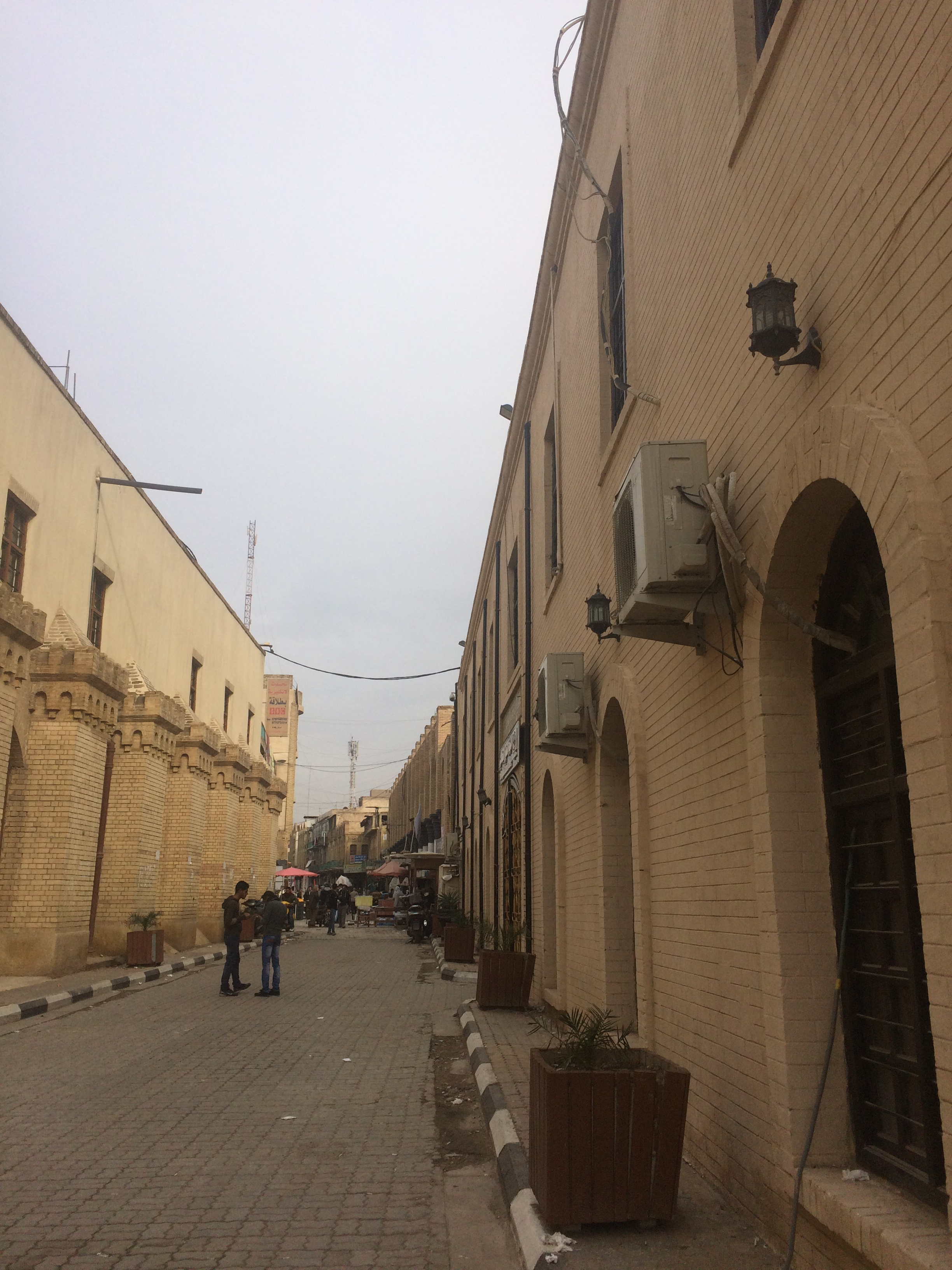
المباني في نهاية شارع المتنبي عام 2017.
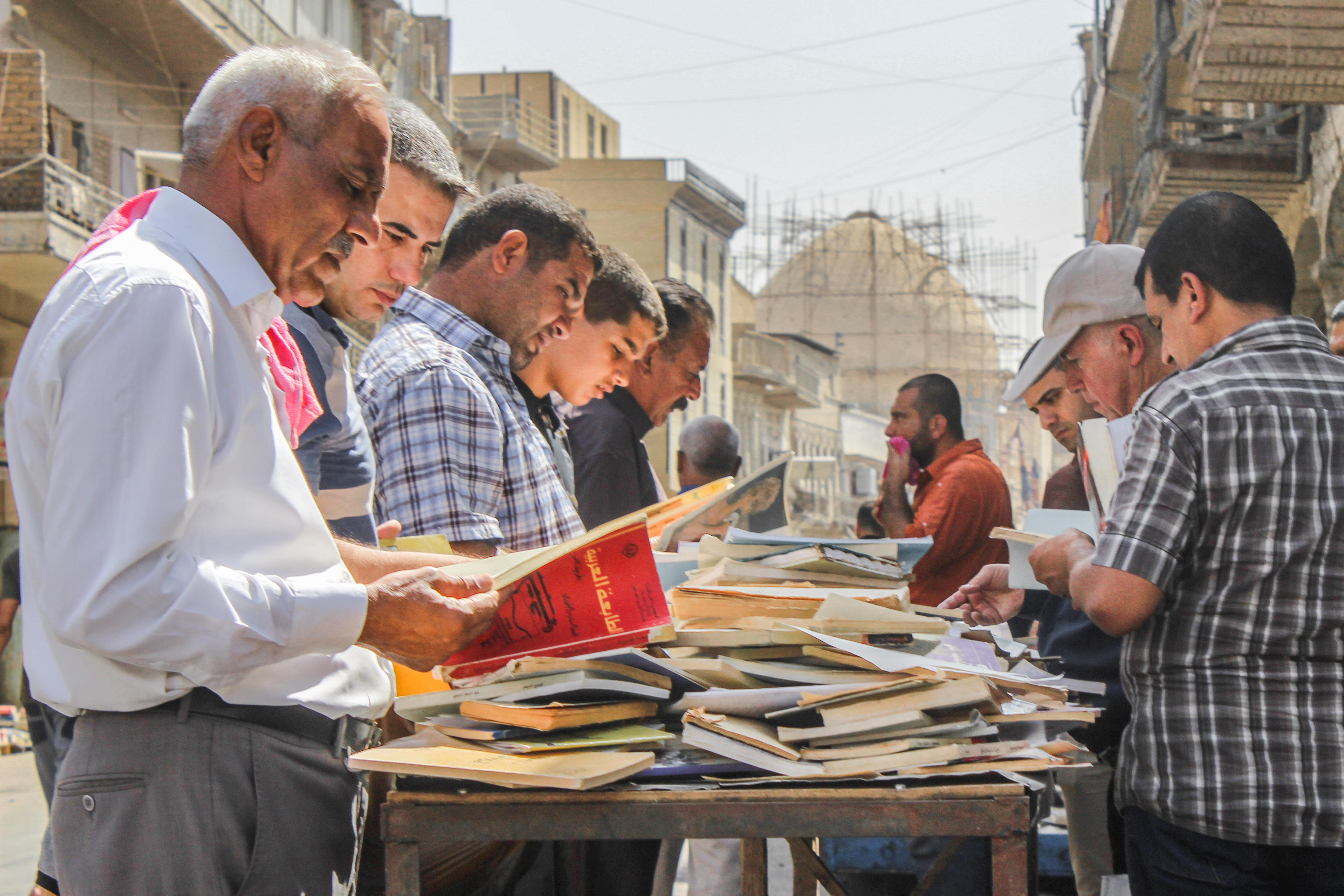
قراء يتجمعون حول مجموعة كتب معروضة في الشارع.
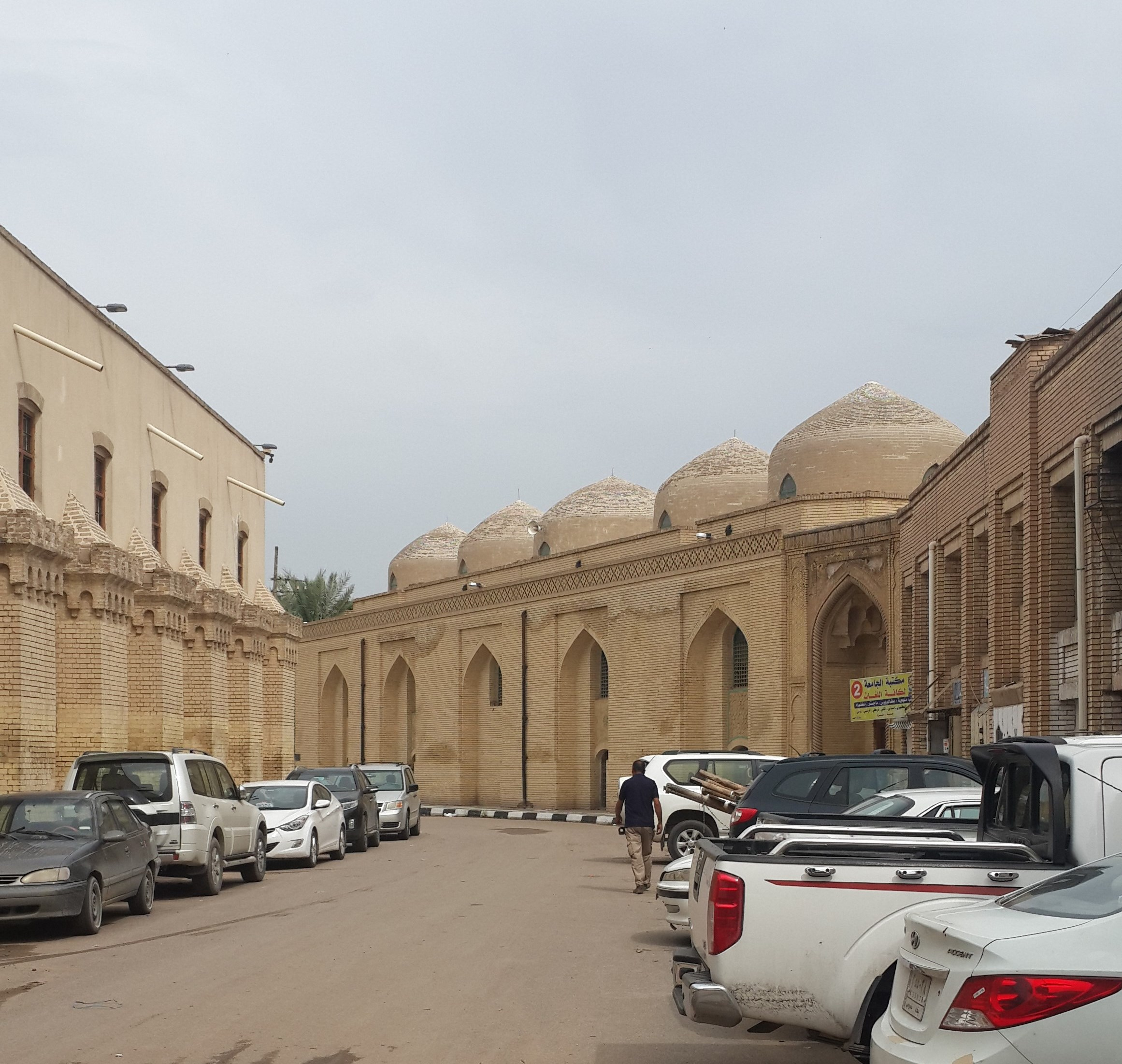
قباب جامع السراي قرب القشلة.
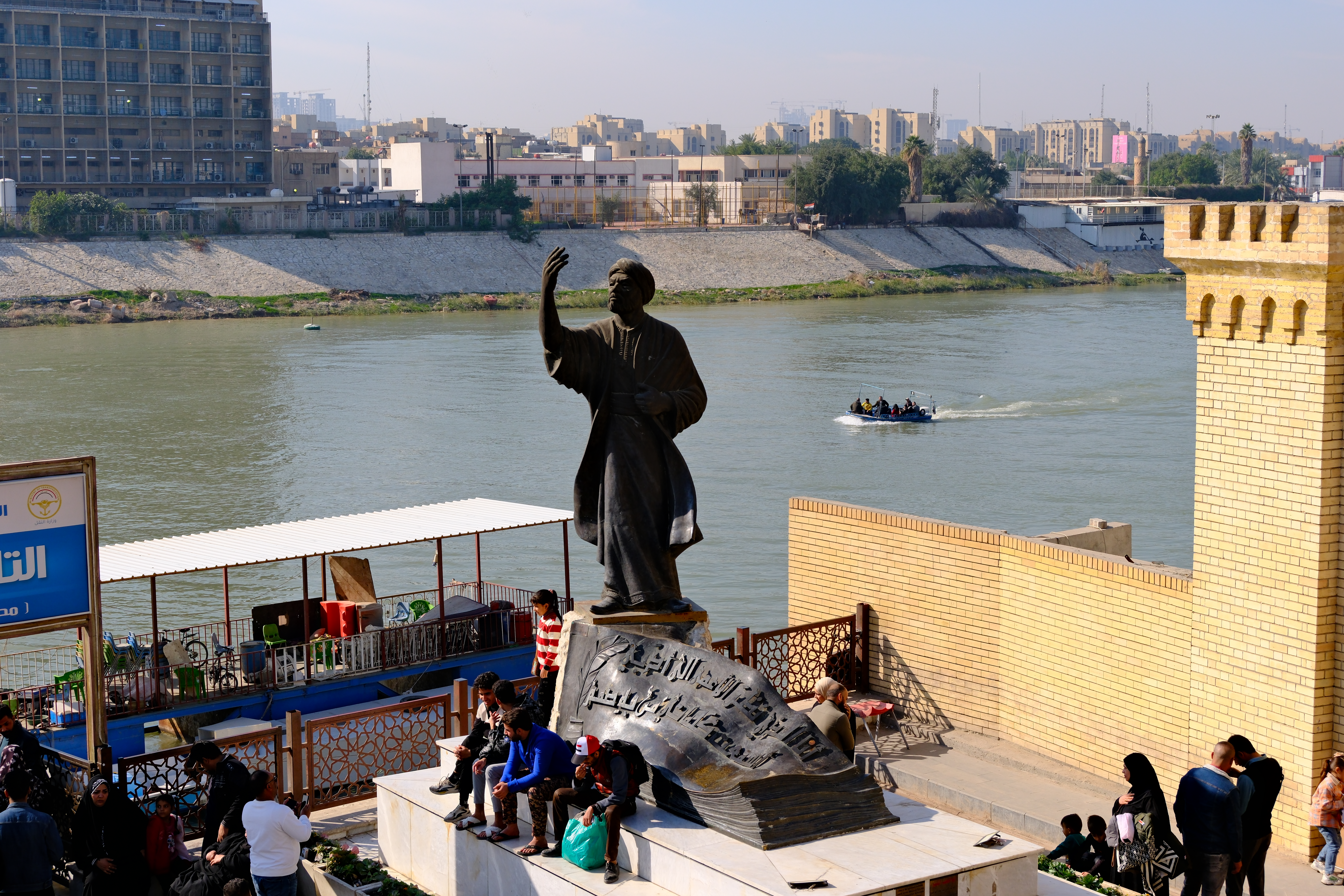
تمثال الشاعر ابو الطيب المتنبي